# El Nancito
El Nancito es un corregimiento del distrito de Remedios en la provincia de Chiriquí, República de Panamá. La localidad tiene 607 habitantes (2010).